# Tachibana no Hayanari
Tachibana no Hayanari (橘 逸勢) (né en 782, mort le 24 septembre 844) est un fonctionnaire du gouvernement, un calligraphe et un membre du clan Tachibana de l'époque de Heian de l'histoire du Japon. Il voyage en Chine en 804 avant d'en revenir en 806. Il meurt durant son trajet vers la province d'Izu, exilé pour une supposée participation à une polémique relative à la succession impériale. Son ouvrage calligraphique le plus célèbre qu'nous reste est le Ito Naishin'no Ganmon (伊都内親王願文), à présent dans les collections de la maison impériale. Il est honoré comme faisant partie du groupe sanpitsu (trois pinceaux), composé de trois calligraphes exceptionnels.